# Eduardo Alonso (Radsportler)
Eduardo Alonso Gonzáles (* 30. Juni 1963 in Bahía Honda, Pinar del Río, Kuba) ist ein ehemaliger kubanischer Radrennfahrer und Rekordsieger der Kuba-Rundfahrt.

## Sportliche Laufbahn
Eduardo Alonso nahm 1981 zum ersten Mal an der Kuba-Rundfahrt teil, wo er auf Anhieb einen dritten Platz belegte. Im selben Jahr erreichte er bei den Straßenradsport-Weltmeisterschaften der Junioren in Grimma und Leipzig im Einzelrennen und im  Mannschaftszeitfahren jeweils den vierten Platz. 1982 fuhr er dann seine erste Internationale Friedensfahrt, an der er bis 1990 insgesamt siebenmal teilnahm. Seine beste Gesamtplatzierung dort erreichte er 1983 mit einem 21. Platz. Ebenfalls 1983 erreichte er einen zweiten Platz beim Giro delle Regioni in Italien.
Seine größten Erfolge feierte er allerdings in Lateinamerika. 1984 sowie fünfmal hintereinander von 1986 bis 1990 gewann er jeweils die Kuba-Rundfahrt und ist damit deren Rekordsieger. 1986 gewann er auch die venezolanische Vuelta al Táchira. Außerdem gewann er mit der kubanischen Nationalmannschaft im Mannschaftszeitfahren mehrere Goldmedaillen bei mittelamerikanischen und panamerikanischen Meisterschaften. 1988 holte er den Titel in der Einerverfolgung bei den Panamerikanischen Meisterschaften. Bei den Landesmeisterschaften auf der Bahn gewann er zweimal den Titel in der Mannschaftsverfolgung. 1987 wurde er Meister in der Einerverfolgung. 1984 siegte er im Etappenrennen Gran Premio de Ruta Agustín Alcántara.
Auch bei den Titelkämpfen im Mannschaftszeitfahren war er mehrfach erfolgreich. Bei den VIII. Panamerikanischen Spielen 1987 siegte er in der Einerverfolgung.

## Siege in Rundfahrten
- 1984: Gesamtsieger Kuba-Rundfahrt
- 1986: Gesamtsieger Kuba-Rundfahrt, Gesamtsieger Vuelta al Táchira
- 1987: Gesamtsieger Kuba-Rundfahrt
- 1988: Gesamtsieger Kuba-Rundfahrt
- 1989: Gesamtsieger Kuba-Rundfahrt
- 1990: Gesamtsieger Kuba-Rundfahrt

## Weblink
- Eduardo Alonso in der Datenbank von Radsportseiten.com